# Henryk Zieliński (krytyk filmowy)
Henryk Władysław Zieliński (ur. 19 grudnia 1927 w Malinowie, zm. 5 grudnia 2020 w Warszawie) – polski krytyk filmowy i dziennikarz, redaktor naczelny Ekranu.

## Życiorys
Był absolwentem Wydziału Dziennikarstwa Uniwersytetu Warszawskiego oraz Studium Historii i Teorii Filmu w Wyższej Szkole Filmowej w Łodzi (obecnie Państwowa Wyższa Szkoła Filmowa, Telewizyjna i Teatralna im. Leona Schillera w Łodzi). Przez wiele lat piastował funkcję redaktora naczelnego tygodnika telewizyjno-filmowego Ekranu. Był także redaktorem naczelnym magazynu Film na Świecie. Zieliński był współtwórcą i sekretarzem generalnym Polskiej Federacji Dyskusyjnych Klubów Filmowych. Pracował również w Telewizji Polskiej, gdzie kierował Wytwórnią Programów i Filmów Telewizyjnych „Poltel” oraz Biurem Współpracy Zagranicznej. Należał do Stowarzyszenia Filmowców Polskich oraz od 1969 do sekcji Autorów Prac Publicystycznych Stowarzyszenia Autorów ZAiKS. Działał również w Komisji Historycznej Przyjaciół Warszawy. 
Zmarł 5 grudnia 2020 i został pochowany na Starych Powązkach w Warszawie.

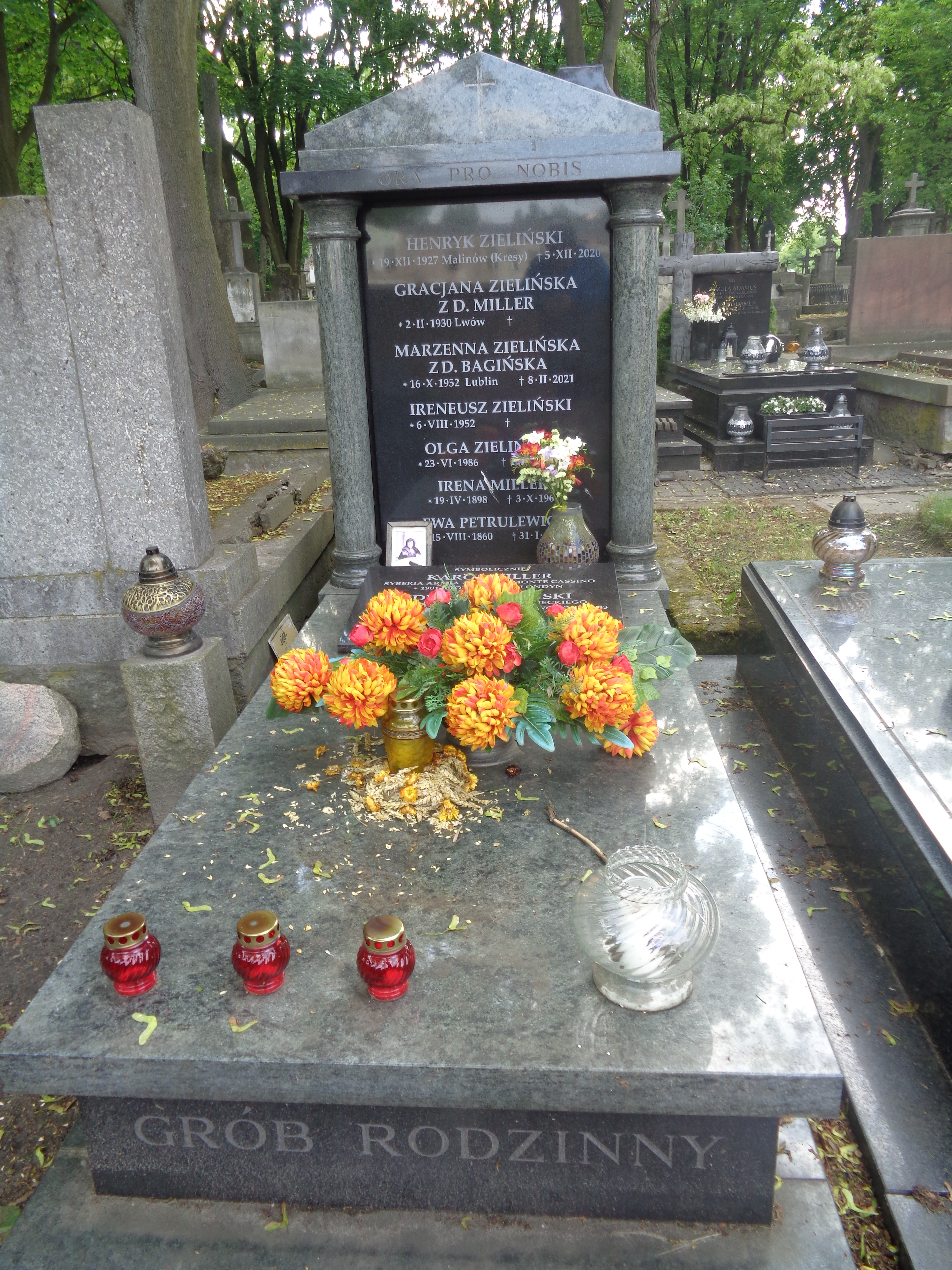
Nagrobek Henryka Zielińskiego na Cmentarzu Powązkowskim w Warszawie